# Ceresium humerale
Ceresium humerale är en skalbaggsart som beskrevs av Schwarzer 1931. Ceresium humerale ingår i släktet Ceresium och familjen långhorningar. Inga underarter finns listade i Catalogue of Life.